# 2022年圣安东尼奥货柜车死亡事件
2022年圣安东尼奥拖车死亡事件是2022年6月27日發生在美国德克萨斯州圣安东尼奥拉克兰空军基地附近的一起移民走私死亡事件，當時在一辆貨櫃车上发现了53具非法移民的尸体。 

## 背景
2022年，穿越美墨邊界的非法移民人数创历史新高。美國海關及邊境保衛局的数据显示，5月份該機構在边境逮捕的移民人数創下有记录以来的最高水平。該機構5月份在边境逮捕了239,416 人，人數比當年4月份增加了2%。 
而圣安东尼奥被认为是非法移民前往美國其他地區的主要中转站，距离美墨边境约150公里 。2017年7月23日在圣安东尼奥已发生了类似的事件，当时在沃尔玛停车场的一辆拖车上发现了39名移民，10人死亡，29人受伤。8名死者当场死亡，2人在医院死亡。死者被发现死于中暑和窒息。

## 发现
6月27日，一家企业的工人在美国得克萨斯州圣安东尼奥拉克兰空军基地附近金塔纳公路的一辆貨櫃车上发现了至少50具尸体，另有16人被送往醫院。 这条公路与35号州际公路平行，该州际公路是美国中部的主要南北路线之一，用于从南部边境到内陆的交通和商业活动，经常被走私者利用。圣安东尼奥警察局长威廉·麦克马纳斯报告说，在一名工人听到求救声后，警察在下午6点前接到了电话。当工人走近时，他看到这一货柜车内堆放着几具尸体，车门半开着。事發時聖安東尼奧氣溫達39度，而且貨櫃车上沒有空調，也沒有水，许多死者和幸存者因中暑而身体虚弱，即使门半开也无法脱身，幸存者有中暑和热衰竭症状，遇難者可能死于中暑或脱水。另据报道，在车内发现的许多人都被撒上了牛排调料，以掩盖尸臭。
最初发现了46具遗体，而其他16人被送往医疗机构，包括12名成人和4名儿童。当天即有3人在到达浸信会卫生系统的医院后死亡，另有1人在第二天去世。
此次事件也是美国有史以來死亡人數最多的一次偷渡事件。  事發後有四人被美国警方拘留，其中45岁的涉事司机赫梅罗·萨莫拉诺（Homero Zamorano）被控一项跨境走私外国人致人死亡罪，负责联络司机、现年28岁的克里斯蒂安·马丁内斯（Christian Martinez）被控一项串谋非法运送外国人致死罪，另有两名墨西哥人因非法持枪被捕。据墨西哥警方透露，涉事司机在检查站被捕时一度谎称自己是逃出来的受害者，但没有成功。

## 反应
墨西哥总统安德烈斯·曼努埃尔·洛佩斯·奥布拉多对死亡事件表示悲痛，并表示墨西哥政府准备与美国当局一起提供援助。奥布拉多接着说，这场悲剧是由「人口贩卖」造成的。危地马拉总统亚历杭德罗·贾马特也对这一死亡事件表示遗憾，并要求加大对人口贩卖的惩罚力度，并将其定为可引渡的罪行。
得克萨斯州州长格雷格·阿博特和参议员泰德·克鲁兹將矛頭對準美國總統拜登的邊境開放政策。